# Stolnica sv. Petra, Bremen
Bremenska stolnica (nemško Bremer Dom ali St. Petri Dom zu Bremen), posvečena svetemu Petru, je cerkev, ki stoji na trgu v središču Bremna na severu Nemčije. Stolnica pripada Bremenski evangeličanski cerkvi, član protestantske krovne organizacije po imenu Nemška evangeličanska cerkev. Bila je stolnica nekdanje Bremenske knezonadškofije. Od leta 1973 je zaščitena z aktom o zaščiti spomenikov. 

## Obdobja
Na splošno je stolnica v Bremnu srednjeveška stavba. Najstarejši vidni strukturi sta dve kripti. Zadnji zgrajeni deli v romanskem slogu in v peščenjaku, so bila spodnja nadstropja zahodne fasade in zahodnih stolpov. Od poznih 1220-ih so bili oboki in zidovi postavljeni v opeke, delno skrito s ploščami iz peščenjaka. Samo zunanja stena južne vrste kapel prikazuje vidno opeko. Sveti Peter je ena največjih zgodovinskih opečnih struktur v Evropi, vendar vsebuje mnogo kamnitih struktur, ki so jih vključili v opečno gotiko. Med velikim obnavljanjem med letoma 1888 do 1901 sta bila zahodna stolpa in večina zahodne fasade obnovljeni sorazmerno podobno prvotnim objektom. Stolp nad križiščem je bil nov dodatek, podobno kot v stolnici v Wormsu. Preoblikovane so bile strehe nad transepti in severna stranska ladja.

## Zgodovina

### Zgodnja stavba
Prva cerkvena struktura, ki jo je mogoče preveriti na mestu današnje stolnice, je bila lesena cerkev na vzdignjeni točki nad reko Weser, ki jo je zgradil sveti Willehad, zgodnji frizijski misijonar. Cerkev je bila zgrajena okoli leta 789 v povezavi z ustanovitvijo Bremenske škofije, z Willehadom kot prvim škofom. Willehad je umrl istega leta. 
Le tri leta kasneje so Sasi napadli in požgali Bremen in njegovo majhno leseno stolnico. Ostankov ni. Prostor je ostal prazen trinajst let, dokler leta 805 niso cerkve ponovno postavili pod škofom Willerichom. Sveti Peter je bil zgrajen kot stolnica iz lokalnega peščenjaka v več fazah.
Po opustošenju Hamburga s strani Dancev leta 845 je Bremen postal sedež združene bremenske in hamburške nadškofije pod nadškofom svetim Ansgarjem, ki je med letoma 848 in 865, do svoje smrti, cerkev širil. Bil je eden najpomembnejših misijonarjev v severni Evropi in se mu pripisuje začetek preoblikovanja Dancev in Švedov v krščanstvo. Nasledil ga je nadškof Rimbert.
Verjamejo, da je v času Ansgarja stolnica imela glavno ladjo in dve stranski, s korom na vsakem koncu ladje, značilno karolinško cerkveno obliko. Imela je stolnično šolo in samostan.
Cerkev je bila v zgodnjih časih nadškofa Adalbranda (1035-1043) v procesu obnovitve in razširitve, vendar je leta 1041 večino Bremna, vključno s stolnico, uničil grozen požar. Požar je uničil tudi veliko stolnično knjižnico. Škof Adalbrand je naročil obnovo stavbe leta 1042, vendar je umrl, preden bi jo lahko dokončali. 

### Stari deli nove stavbe
Večina obnove je padla na nadškofa Adalberta (1043-1072). Stolnica je bila obnovljena kot bazilika z zaobljenimi romanskimi loki in ravnim lesenim stropom. Na zahodni fasadi sta bila dodana dva na vrhu ravna stolpa. Pod zahodnim delom ladje je bila zgrajena kripta. Tloris stavbe je temeljil na križni obliki stolnice v Beneventu v Kampanji v Italiji, ki jo je poznal Adalbert. Prav tako je pripeljal obrtnike iz Lombardije, da popravijo in okrasijo stolnico, kar je precej zaskrbelo lokalne graditelje in umetnike. Adalbert je ignoriral kritiko in vsilil svojo vizijo stolnice. Po Adalbertovem naročilu so bili porušeni deli fortifikacije stolničnega okrožja, da bi zagotovil priročen poceni kamen za stolnico. Adalbertova kratkovidnost je povzročila, da so Sasi leta 1064 opustošili mesto in stolnico. Pod Adalbertovo upravo je bil zgrajen najstarejši vidni del današnje stolnice, zahodna kripta.
Pod njegovim naslednikom, Liemarjem (1072-1102), je bila zgrajena vzhodna kripta, stolnica pa je dosegla skoraj sedanji obseg v tlorisu.
Leta 1104 je nadškofija izgubila večino svoje upravne moči zaradi novo ustanovljene nadškofijo Lund.

### Prevladujoče strukture sedanje stavbe
V času vladavine knezonadškofa Gerharda II. (1219-1258) so se izboljšali pogoji za dela na stolnici. Na božič leta 1223 sta Bremen in Hamburg dobila papeško odločitev in Bremen je postal edina nadškofija. Marca 1224 je drugi papeški odlok dovolil spodbudno kampanjo za subvencioniranje »popravila« stolnice. Gradnja spodnjih nadstropij zahodne fasade in stolpov - v čisto romanskem slogu - se je morda začela pred odlokom in še pred začetkom Gerhardove vladavine.
Med stolpi je dodano okno rozeta, ki je bilo že vidno v bremenskem prvem grbu, nastalem leta 1230. Tedaj, zaporedoma in večino tega pod isto upravo, sta bili najprej obokani dve najbolj zahodni poli ladje (še vedno skoraj v romanskem slogu), nato pa stranske ladje v zelo zgodnjem gotskem slogu, potem glavna ladja, kor, križišče in transept v naprednem zgodnjem gotskem slogu. V nasprotju z romanskimi deli so bili oboki in nove stene zgrajene v opeki, kot tudi mnoge druge velike cerkvene in javne zgradbe v severni Evropi.
Glavna ladja in kor imajo dvojne oboke s šestimi odseki vsak. Slope na vogalih podpirajo oporniki (od leta 1502-'22 samo na južni strani). Slopi srednjih reber, ki nosijo le eno četrtino (ali osmino) teže, nimajo nobenega, razen v koru, kjer so bili dodani šele leta 1911.
- Najstarejši oboki so nad glavnimi orglami na zahodu.
- Južna stranska ladja, obokana pred glavno ladjo, korom, križiščem in transeptom
- Severna stranska ladja, popravljena in dvignjena na višino glavne ladje v letih 1502 do 1522 (pozni gotski slog)
- Prižnica iz leta 1638, južna stena glavne ladje precej romanska: arkada z okroglimi loki, brez triforija.

Na Veliko noč leta 1334 je knezonadškof Burchard Grelle trdil, da je našel lobanje svetih Kozme in Damijana. On osebno je »čudežno« prejel relikvije svetih zdravnikov Kozme in Damijana, ki so bile domnevno zaprte in pozabljene v koru Bremenske stolnice.  V praznovanju pridobitve knezonadškofije in kapitlja so uredili praznovanje binkošti leta 1335, ko so bile relikvije prinesene iz zidov na bolj dostojanstveno mesto. Grelle je trdil, da so relikvije tiste, ki jih je nadškof Adaldag leta 965  prinesel iz Rima. Okoli leta 1400 je mojster-graditelj Johann Hemeling naročil relikviarij za relikvije, ki je bil narejen do leta 1420. Izklesan iz hrastovega lesa, prekrit s pozlačenim valjanim srebrom, velja za pomembno srednjeveško zlatarsko delo.  Leta 1649 je bremenski kapitelj, medtem  luteranski, prodal relikviarij z domnevnimi relikvijami zbiralcu Maksimilijanu I. Bavarskem. Sedaj je v jezuitski cerkvi svetega Mihaela v Münchnu.
Pod knezonadškofom Johanom Rodejem, ki je služboval med letoma 1497 in 1511, je bila bazilikalna cerkev ponovno preoblikovana v nemško »visokogotsko« cerkev z novo severno ladjo.  Dodali so še nekaj kapelic in za cerkev so naredili še bolj ambiciozne načrte.
Medtem ko je mesto vedno bolj neodvisno od nadškofije, je stolnica ostala pod nadzorom kapitlja in nadškofov. Bremen je bil razdeljen na štiri župnije. Tudi laični prebivalci so imeli posebno župnijsko cerkev, kapelico svetega Willehadusa. Stolnica je bila cerkev duhovščine in za posebna verska praznovanja in posebne dogodke nadškofije. Stolnica in njeno okrožje sta bila obdana z utrdbo, vendar sta politično oblikovala eksklavo.

### Protestantizem v Bremnu
Ko je protestantska reformacija prišla v severno Nemčijo, je bila leta 1522 prvič reformirana pridiga v Bremnu, leta 1534 pa je mesto postavilo protestantsko vladanje cerkve. Leta 1532 je bil kapitelj svetega Petra, ki je bil v tistem času še vedno katoliški, zaprt, potem ko je drhal, ki je bila sestavljena iz bremenskih meščanov, nasilno prekinila katoliško mašo in zahtevala od pastorja, da je vodil luteransko mašo. Rimskokatoliška cerkev je bila obsojena kot simbol zlorabe dolge katoliške preteklosti večine lokalnih državljanov. Leta 1547 je kapitelj, ki je bil v tem času luteranski, imenoval nizozemskega Alberta Rizaeusa, imenovanega Hardenberg, kot prvega stolničnega pastorja protestantske pripadnosti. Rizaeus se je izkazal kot privrženec zvingliškega razumevanja Zadnje večerje, ki jo je zavrnila tedanja luteranska večina meščanov, mestni svet in kapitelj. Leta 1561 - po velikih prepirih - je bil Rizaeus odpuščen in pregnan iz mesta in stolnica je spet zaprla svoja vrata.
Vendar pa je zaradi te spornosti večina bremenskih meščanov in mestni svet v 1590-ih sprejel kalvinizem, medtem ko se je kapitelj, ki je bil hkrati tudi organ sekularne vlade v sosednji knezonadškofijski cerkvi, obrnil k luteranstvu. 

### Porušitev stolpa
27. januarja 1638 se je južni zvonik, ki je že več kot stoletje izgledal nestabilen, porušil in povzročil hude poškodbe okoliških stavb in ubil osem ljudi. Ostanek spodnjih nadstropij je dobil ravno streho.
Tudi leta 1638 je luteranski upravitelj Friderik II. ponovno odprl svetega Petra kot luteranski kraj čaščenja, medtem ko so vse ostale cerkve v mestu postale kalvinistične. Leta 1642 so v svetem Petru odprli luteransko latinsko šolo. Le osemnajst let kasneje je strela udarila v severni stolp in požgala streho, ki se je zrušila v ladjo, ki je uničila njeno streho. Stene severnega stolpa so bile hitro obnovljene, prekrite s preprosto piramidalno streho. Južni stolp je utrpel drugi zlom in je ostal odprt skoraj dve in pol stoletji.

### Razvoj notranjosti
Čeprav je zunanji izgled stavbe ostal več kot dve stoletji precej ubog, se je pomen cerkve povečal. Luteranska skupnost v Bremnu ni imela statusa župnije, vendar je zaradi priseljevanja iz okoliških luteranskih držav postala največja verska skupina v mestu. V upravnih zadevah so bili luterani, ki so se pridružili službam v stolnici, hkrati člani kalvinističnih župnij v katerih so živeli.
Da bi dobili večje število obiskovalcev obredov, so bile zgrajene znotraj osrednje ladje in severne stranske ladje galerije. Med letoma 1693 in 1698 je Arp Schnitger postavil ogromne orgle, ki so igrale do leta 1847, ene najdragocenejših naprav v Bremenski stolnic. V istem obdobju, leta 1694/96, je luteranska cerkev dobila nov glavni oltar s ciborijem, ki spominja na baldahin svetega Petra v Vatikanski baziliki. Približno 80 let kasneje je bilo treba zamenjati zahodno okno rozeto (za preprostejše), da bi preprečili poškodbe orgel zaradi vlage

### Obnova
Do leta 1880 so meščani Bremna odločili, da se stolnico vrne v njeno srednjeveško slavo. Idejo je večinoma spodbujal Franz Schütte. Denar za obnovo stavbe je bil zagotovljen in delo se je začelo leta 1888. Rekonstrukcija se je nadaljevala do leta 1901, ko je bila cerkev ponovno odprta. Obnova je bila izvedena blizu statusa pred in starimi slikami, vendar z nekaj dodatki v neoromanskem in neogotskem slogu. Celoten koncept je razvil Max Salzmann. Stolpi so bili dvignjeni na sedanjo višino in končani leta 1892. Notranjost cerkve je bila obnovljena v gotskem slogu, zaradi česar je bilo težko videti spremembe v slogu, ki so se zgodile s časom.
Severni stolp, ki se je zrušil v 17. stoletju, je bil na novo postavljen od temeljev, toda z uporabo nedavnih struktur severnega stolpa in starih upodobitev stolnice kot primera. Za severni stolp danes ni znano nobeno zadevno telo, ali so bila spodnja štiri nadstropja ohranjena ali znižana in obnovljena skoraj enako. Zgornja nadstropja so bila preurejena. Mozaiki v dveh centralnih lokih fasade so bili novi. Galerija nad vhodi je bila obnovljena nekoliko bolj trdno, okno rozeta je bilo bolj okrašeno, kot prvotno.
Na severni fasadi so bili zatrepi transepta in nad Brautportalom (nevestina vrata) novi. Brautportal ima zdaj ima neogotsko obliko.
Dodajanje stolpa nad križiščem je bil izziv inženiringa, štiri stebre križišča je bilo treba zamenjati z bolj stabilnimi stebri, vendar so bili ohranjeni srednjeveški oboki.
Znotraj so stene prebarvali v neobizantinskem slogu.

### Druga svetovna vojna in obnova
Cerkev je bila leta 1943 napadena z zažigalno bombo v zavezniškem napadu in večkrat poškodovana do leta 1945, ko je eksplozivna bomba povzročila propad delov obokov severne stranske ladje. Zaradi te vrzeli so se bali, da bi stavba lahko popolnoma propadla. Vse strehe in okna so kmalu zaprli, do leta 1950 so bili obnovljeni oboki in celotna zgradba stabilizirana. Od leta 1972 do 1981 je bila cerkev ponovno obnovljena. Pri teh delih je bila priložnost uporabljena za intenzivno arheološko preiskavo temeljev in grobov pod tlemi. Edina sprememba struktur je bilo novo okno rozeta severnega transepta, vendar so mnoge neobizantinske slike izginile. Zasnova vitražnih oken je povsem nova.

## Notranjost

### Oltarji in prižnica
Na predvečer reformacije je imela stolnica petdeset oltarjev. Sedaj ima štiri oltarje in eno prižnico. Glavni oltar je v koru. Pri manjših obredih je glavni oltar sredi severne strani glavne ladje, poleg prižnice. Okrašen je s torzom Kristusa, ki nosi svoj križ, ohranjen iz severne fasade. Dva druga oltarja sta v grobnicah. V zahodni kripti, ki se danes uporablja kot krstna kapela, je okrašena z najstarejšo skulpturo stolnice, Jezusom Kristusom kot vladarjem s ključem svetega Petra.
Namestitev, ki je bila postavljena leta 1638, je bila darilo kraljice Kristine Švedske ljudem v Bremenu, katere čete - v tridesetletni vojni - so že zajele knezonadškofijo v Bremnu in si prizadevale za pridobitev mesta.  Prižnica je ostala na prvotni lokaciji.

### Orgle
Bremen ima dolgoletno tradicijo dobre orgelske glasbe. Že leta 1244 je bilo kantorju naročeno skrbeti za orgle. Note so ohranjene od leta 1526. Leta 1528 se je začela gradnja novih velikih orgel . Od leta 1698 do 1843 so bile glavne orgle, ki ga je zgradil Arp Schnitger, eden najpomembnejših oblikovalcev orgel v baroku. Zamenjale so jih orgle Schulze in nato orgle Wilhelma Sauerja, ene največjih v severozahodni Nemčiji. Stolnica ima danes pet orgel v različnih delih in nadaljujejo dolgo tradicijo orgelske glasbe. 

### Korne klopi
Do 19. stoletja je bil (funkcionalni) kor na križišču in ločen s stranskimi stenami od transeptov. Na obeh straneh tega kora sta bili dve vrsti kornih klopi. Leta 1826 so bile umaknjene, ker se ni videlo na prižnico. Na žalost je bila večina uporabljena kot kurjava. Devet izklesanih kril klopi je bilo rešenih. Narejene so bile leta 1360. Zdaj so izpostavljene v eni od kapelic. Vsaka od njih ima program, ki prikazuje povezane zgodbe iz Biblije.
- Krilo prikazuje:oznanjenje, rojstvo in čaščenje Jezusa
- Krilo prikazuje: Jezus in Sveti Tomaž, Jezus in Sveti Peter, čudež Binkošti
- Krilo prikazuje raj in kačo skušnjav
- Krilo prikazuje prikazuje Svetega Petra, Mojzesa na gori Sinaj in zlato tele

### Muzej
Muzej stolnice je bil ustanovljen v eni od stranskih kapel v 1970-ih ob obnovi stolnice.

## Stolpi
Stolnica ima dva 89 metrov visoka stolpa (z vremenskimi lopaticami 92,31 m), ki se imenujeta severni in južni stolp. Kot nekaj večjih romanskih cerkev ima bremenska stolnica še drugi kor na zahodu. Stolpa sta bila zgrajena v bližini tega zahodnega kora, in so od leta 1215 in 1253 oblikovala zahodni sprednji del cerkve. Leta 1346 so stolpa okrepili in dobila sta piramidalne vrhove neenakomernih višin. Ko so bili stolpi obnovljeni in dvignjeni v 1890-ih, sta imela renske »čelade«, ki še vedno pokrivajo stolpe. Lahko se povzpne na južni stolp s pogledom na mesto. Severni stolp nima javnega dostopa. Stolp nad križiščem je povsem nov iz 19. stoletja. Že več stoletij je bila zunanja oblika križišče skromna.
Ko je leta 1638 južni stolp propadel, je vseboval osem zvonov. Danes imata oba zahodna stolpa skupaj štiri zvonove. Severni stolp ima tri zvonove. Najstarejši preživeli zvon je »Maria Gloriosa«, ki jo je leta 1433 izdelal znameniti ustvarjalec zvonov Ghert Klinghe. Drugi zvonovi so bili odstranjeni in raztopljeni za vojne namene v drugi svetovni vojni. Leta 1951 so stolnici donirali dva zvonova, "Hansa" in "Felicitas". Leta 1962 je ugledna bremenska družina donirala četrti zvon, "Brema", ki visi v južnem stolpu. Ta tehta 7000 kg.